# دوجا كات
أملالاتنا زانديل دلاميني (بالإنجليزية: Doja Cat) (من مواليد 21 أكتوبر 1995)، والمعروفة مهنيًا باسم دوجا كات، هي مغنية راب أمريكية ومغنية وكاتبة أغاني ومنتجة تسجيلات. بدأت في صنع وإصدار الموسيقى مراهقتها على ساوند كلاود. لفتت أغنيتها "So High" انتباه شركة Kemosabe وشركة RCA Records، حيث وقعت عقد تسجيل معها قبل إصدار أول ألبوم مطول لها، Purrr! في عام 2014.

## نُبذة
ولدت وترعرعت في لوس أنجلوس. وقّعت عقد تسجيل مع تسجيلات آر سي إيه في عام 2014، وأصدرت لاحقًا أسطوانة مطولة بعنوان Purrr!، وسلسلة من الاغاني الفردية، بما في ذلك "Go to Town" و"So High". 
في عام 2018، صعدت دوجا كات إلى الشهرة من خلال الإنترنت بأغنيتها الفردية "Mooo!".
أوضحت دوجا أنها حصلت على اسمها «دوجا كات» من إحدى قططها وأعشابها المفضلة، قالت، «كنت مدمنة بشدة على زراعة الأعشاب، لذلك عندما بدأت في موسيقى الراب، فكرت في كلمة» دوجا «وكيف تبدو مثل اسم فتاة.»

## روابط خارجية
- دوجا كات على موقع IMDb (الإنجليزية)
- دوجا كات على موقع ميتاكريتيك (الإنجليزية)
- دوجا كات على موقع ألو سيني (الفرنسية)
- دوجا كات على موقع ميوزك برينز (الإنجليزية)
- دوجا كات على موقع رولينغ ستون (الإنجليزية)
- دوجا كات على موقع أول ميوزيك (الإنجليزية)
- دوجا كات على موقع ديسكوغز (الإنجليزية)
- دوجا كات على موقع قاعدة بيانات الفيلم (الإنجليزية)
- دوجا كات على موقع كينوبويسك (الروسية)